# Girona FC

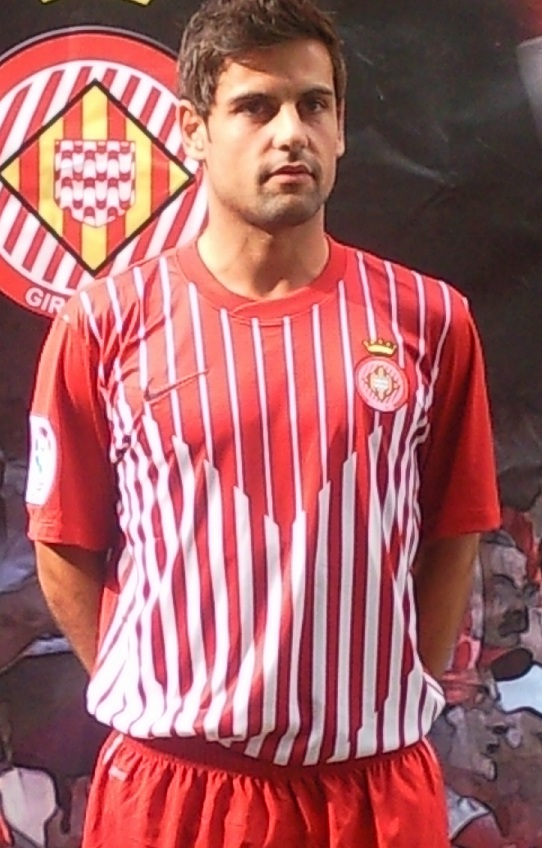
Albert Dorca, hráč Girona FC mezi lety 2005–2012

Girona FC, celým názvem Girona Futbol Club, S.A.D., je španělský profesionální fotbalový klub, který sídlí ve městě Girona v Katalánsku. Tým byl založen 23. července 1930 a hraje španělskou nejvyšší soutěž La Ligu, do které postoupil v roce 2022.
Girona hraje své domácí zápasy na stadionu Estadi Montilivi s kapacitou 11 810 diváků a je známá svým spojením s katalánským nacionalismem.

## Historie
I když se založení klubu datuje k letopočtu 1930, a kdysi dávno se tým pyšnil účastí ve druhé nejvyšší španělské soutěži, teprve v roce 2008 se vrátily větší ambice. Girona se po půlstoletí probojovala znovu do druhé ligy. V roce 2014 převzal tým jako kouč Pablo Machín a i díky jeho práci se v roce 2017 slavil poprvé v historii klubu postup mezi španělskou elitu. "Girona mi dala hodně, hlavně čas na učení i budování projektu," vzpomínal jeden z předních španělských odborníků, který se později objevil i v Seville.
Dne 23. srpna 2017 City Football Group (CFG) koupila 44,3 % akcií Girony. Dalších 44,3 % držela společnost Girona Football Group, v jejímž čele stál Pere Guardiola, bratr manažera Manchesteru City Pepa Guardioly.
V posledním kole sezóny 2018/19 Girona sestoupila do Segunda Division a ukončila tak své dvouleté působení v nejvyšší španělské soutěži. V sezóně 2021/22 skončila Girona v druhé lize na šestém místě, ale podařilo se jí postoupit do La Ligy po vítězství v play-off 3:1 proti Tenerife.
Ve své první sezóně po návratu mezi španělskou elitu táhl tým zejména střelec Taty Castellanos, kterého Gironě zapůjčila společnost Football City Group z partnerského týmu New York City FC. Uruguayec díky 14 gólům patřil mezi desítku nejlepších ligových kanonýrů a tak trochu zastínil svého zkušeného krajana Cristhiana Stuaniho (devět branek). Populární Taty si udělal jméno hlavně díky čtyřgólovému představení proti Realu Madrid a po sezoně putoval za 15 milionů eur do římského Lazia.
V sezóně 2023/24 atakuje špičku španělské La Ligy a píše nejlepší kapitolu svých dějin, po třinácti kolech vedla tabulku o 2 body před druhým Realem Madrid, přičemž 11x vyhrála, 1x remizovala a 1x prohrála, právě s Realem. Nakonec skončila 3 za Realem Madrid a FC Barcelonou.